# Akhbari

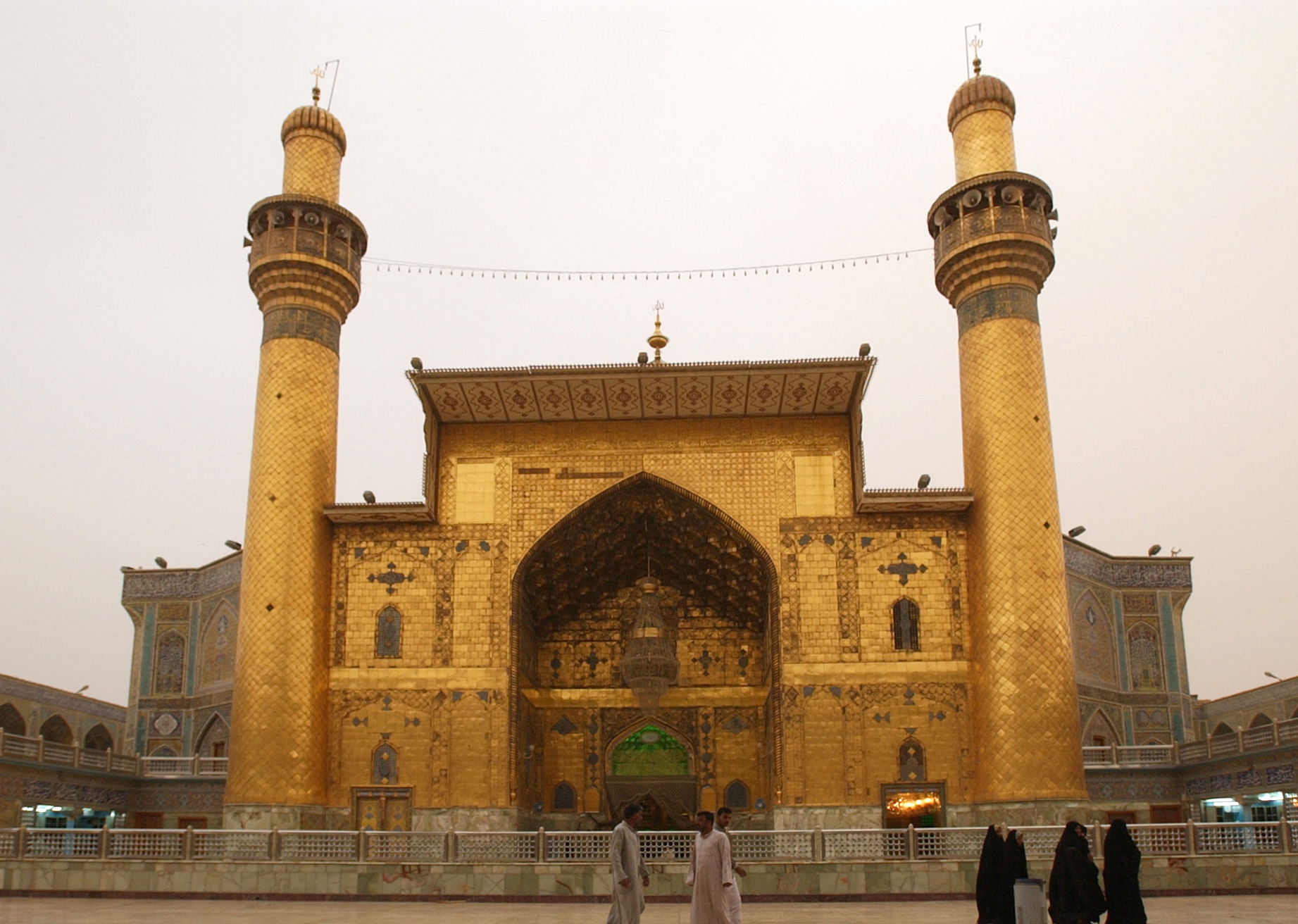
Moschea dell'Imam Ali a Najaf

Akhbārī o akhbarismo (in arabo اخباري‎?) designa una branca tradizionalista dello sciismo duodecimano che respinge l'ijtihād e che considera solo il Corano e i ḥadīth che formano la Sunna sciita (i Quattro Libri) come legittimi strumenti d'interpretazione della Sharīʿa.
Tale corrente è particolarmente presente in Bahrein, pur essendo una minoranza tradizionalista dello Sciismo Duodecimano.